# Dreams (film 2025)
Dreams è un film del 2025 prodotto, scritto, diretto e montato da Michel Franco.

## Trama
Fernando è un giovane ballerino messicano che sogna una vita e il successo negli Stati Uniti. Convinto che la sua amante Jennifer, una socialite e filantropa di San Francisco, lo possa aiutare, Fernando intraprende il difficile viaggio per superare il confine. Tuttavia, la vita di Jennifer è scossa dall'arrivo del giovane, a tal punto da mettere in crisi le proprie convinzioni.

## Produzione
Il film è stato girato tra San Francisco e Città del Messico nell'estate 2023.

## Distribuzione
Il film è stato presentato in anteprima mondiale alla 75ª edizione del Festival internazionale del cinema di Berlino il 15 febbraio 2025, in concorso per l'Orso d'oro.

## Riconoscimenti
- 2025 – Festival internazionale del cinema di Berlino
  - In concorso per l'Orso d'oro